# ۱۹۹۱ (ئی‌پی آزیلیا بنکس)
۱۹۹۱ (به انگلیسی: 1991) نخستین ئی‌پی از رپر آمریکایی آزیلیا بنکس می‌باشد که در ۲۸ مهٔ سال ۲۰۱۲ از سوی پالیدور رکوردز در بریتانیا و یک روز بعد از سوی اینترسکوپ رکوردز در ایالات متحده منتشر گردید. تک‌آهنگ اصلی این ئی‌پی با نام «۲۱۲» قبل از انتشار آلبوم در ۶ دسامبر سال ۲۰۱۱ منتشر شده بود. دومین تک‌آهنگ ئی‌پی نیز در ۴ دسامبر سال ۲۰۱۲ منتشر شد. بنکس برای تمام ترانه‌ها، از جمله ترانه‌های که به‌عنوان تک‌آهنگ منتشر نشده بودند مانند «۱۹۹۱» و «ون ووگ» موزیک ویدیو منتشر کرد.